# Casa forta de Rocaspana
La Casa forta de Rocaspana és un casal medieval fortificat del municipi de Vilanova de Meià (Noguera) inclòs en l'Inventari del Patrimoni Arquitectònic de Catalunya.
Està emplaçat al cim d'un turó, als contraforts septentrionals de la serra de Sant Mamet, a la part alta de la vall de Peralba i enfront del Montsec de Rúbies.

## Història
La quadra i la casa forta o torre de Rocaspana, malgrat que el nom indica una existència ja del segle X-XI no es documenta fins a l'any 1304, quan Arnau de Montclús i el seu fill vengueren a Guillem Camps, prior de santa Maria de Meià, el mas que tenien al castell i la vila de Rúbies i en els seus termes, que fou de Guerau de Rocaspana. El terme no apareix fins a l'any 1426, quan el rei Alfons IV vengué a Nicolau de Gralla diversos castells i jurisdiccions, entre els quals figurava Rocaspana. Les seves vicissituds foren les mateixes que les del castell de Peralba, en el terme del qual es trobava la quadra, cosa que es confirmà a mitjan segle xvii i que degué perdurar fins a l'abolició dels senyorius jurisdiccionals al segle xix.
Deia Roig i Jalpí a mitjan segle XVII: «En la quadra de Rocaspana hay una Torre grande quadrada sin poderse habitar».

## Arquitectura
Construcció de planta quadrada dividida per un envà orientat d'est a oest. Els quatre costats fan a l'interior uns 7,75 m. Els murs tenen un gruix de 80 cm. L'edifici es conserva amb una alçada d'uns 9 m. El primer trespol era d'uns 2 m i el segon uns 3,5 m és amunt, d'acord amb els forats de la cara interna de les parets. S'ha conservat força bé i només s'ha ensorrat la part sud-oest, on hi havia probablement la porta principal, situada al nivell del primer pis. DE la porta s'endevina el muntant oriental. Als murs perimetrals hi ha nombroses espitlleres. Per exemple, al mur nord n'hi ha sis al nivell inferior, una a l'angle nord-est, 5 al nivell principal i dues més al nivell superior. En aquesta paret nord hi ha un nínxol encastat al mur de 60 cm d'alt, 50 cm d'ample i 65 cm de fondària; recorda els del castell de Rubió i els de nombroses esglésies o cases pageses medievals. Al nivell superior de l'angle sud-est hi havia hagut, segurament, un colomar. Els murs són fets amb carreus de mida mitjana, ben alineats units amb morter de calç dur.
En principi, aquest edifici es pot datar al segle xiii. Seria una casa forta d'un membre de la noblesa local. Es pot comparar, dins de la comarca de la Noguera, amb moltes altres construccions com la de Vallfarines o la de la Santa Creu. Té planta quadrangular de mida considerable, no és sols una torre. Té més d'un pis i està proveïda de nombroses espitlleres. Cal destacar el fet que la porta fos situada en un nivell elevat, característica dels castells de l'època.